# Мостовой, Борис Владимирович
Борис Владимирович Мостовой (1882—1937) — ротмистр 18-го гусарского Нежинского полка, герой Первой мировой войны.

## Биография
Из дворян Воронежской губернии.
В 1902 году окончил Орловский Бахтина кадетский корпус и поступил Николаевское кавалерийское училище.
С началом русско-японской войны поступил в 52-й драгунский Нежинский полк. За боевые отличия был произведён из унтер-офицеров в прапорщики запаса армейской кавалерии (производство утверждено Высочайшим приказом от 28 октября 1905 года), а затем в корнеты (производство утверждено Высочайшим приказом от 12 ноября 1906 года). Произведен в поручики 10 сентября 1912 года.
В Первую мировую войну вступил в рядах нежинских гусар. Удостоен ордена Св. Георгия 4-й степени
За то, что 28-го октября 1914 года первым во главе своего взвода, под сильным ружейным огнем, переправился через р. Вислоку у г. Кросно, утвердился на этом берегу и дал возможность переправиться отряду. Далее, ворвавшись в г. Кросно, несмотря на сильный огонь из окон домов, выбил и очистил город от противника.
Временно командовал 2-м и 3-м эскадронами полка. Произведен в штабс-ротмистры 15 апреля 1916 года «за выслугу лет», в ротмистры — 1 июля 1917 года на основании Георгиевского статута.
После революции остался в Советской России. В 1926—1928 годах был подвергнут административной высылке в Тверь как «социально-чуждый элемент». С 1929 года служил в МОГИЗе, где занимался финансово-экономическими вопросами. В 1934 году оставил службу по состоянию здоровья, а в 1937 году скончался от туберкулеза. Был женат дважды, первая жена — Эмилия Петровна Шамшева, дочь генерал-майора П. Н. Шамшева, скончалась во время родов. Вторая жена — Наталья Марковна Любощинская.

## Награды
- Орден Святой Анны 4-й ст. с надписью «за храбрость» (ВП 9.05.1907)
- Орден Святого Станислава 3-й ст. с мечами и бантом (ВП 7.02.1910)
- Орден Святой Анны 3-й ст. (ВП 13.05.1914)
- Орден Святого Владимира 4-й ст. с мечами и бантом (ВП 2.03.1915)
- Орден Святого Георгия 4-й ст. (ВП 19.05.1915)
- Орден Святого Станислава 2-й ст. с мечами (ВП 27.07.1915)
- Орден Святой Анны 2-й ст. с мечами (ВП 27.07.1915)